# Paul Rubell
Paul Martin Rubell (* 6. September 1952 in Los Angeles) ist ein US-amerikanischer Filmeditor.

## Leben
Nach Paul Rubells Abschluss an der UCLA in Englischer Literatur, verschaffte ihm ein Freund ein Bewerbungsgespräch bei dem Filmeditor Alan Balsam, um bei dessen Low-Budget-Film Loose Shoes als Schnittassistent mitzuarbeiten. Dabei verkaufte er Rubell als hocherfahrenen Editor und verbrachte ein komplettes Wochenende damit, ihm Arbeitsmethoden des Filmschnitts beizubringen. Als Balsam allerdings während des Bewerbungsgesprächs Rubell bat, den Film nach synch (Synchronität) zu kontrollieren, nahm Rubell die Filmrollen, schloss sich in einem Raum ein und rief seinen Freund an, um zu erfahren was denn synch sei. Er erhielt den Job und zusätzlich zum Erscheinen von Loose Shoes im Jahr 1980 erschienen drei weitere Filme, in denen er beim Schnitt assistierte, nämlich The Golden Moment: An Olympic Love Story, The Changeling und Popeye – Der Seemann mit dem harten Schlag.
Den nächsten größeren Karriereschritt machte Rubell, als er Assistent des Filmeditors Lou Lombardo wurde und von ihm, nach eigenen Angaben, alles lernte („He was my mentor.“). Lombardo war es auch, der dem Regisseur Andrew Davis empfahl Rubell für dessen Horrorfilm Horror am Mill Creek als Editor einzusetzen, was auch dessen erster eigenverantwortlicher Schnitt war. Anschließend verbrachte Rubell fast ein Jahrzehnt im Schnitt von Fernsehserien und -filmen, bevor er 1992 für DNA – Die Insel des Dr. Moreau erstmals für einen größeren Kinofilm engagiert wurde.
In den letzten Jahren wurde Rubell vor allen Dingen für den Schnitt von Filmen der Regisseure Michael Bay und Michael Mann bekannt. So schnitt er für Bay Die Insel, Transformers, Transformers – Die Rache und Transformers: Ära des Untergangs. Für Mann schnitt er Insider, Collateral, Miami Vice und Public Enemies, wobei er für die ersten beiden jeweils eine Oscar-Nominierung für den Besten Schnitt erhielt. Zu seiner häufigen Arbeit für beide Regisseure sagte er, dass er befürchte, dass beide glauben, dass er jeweils die schlechten Angewohnheiten des anderen übernommen hätte. So würde er wohl für Mann wohl zu schnell und für Bay wohl zu langsam schneiden („I suspect they each think I’ve picked up bad habits from the other. Initially, I’ll be cutting too fast for Mann and too slow for Bay.“).
Paul Rubell ist Mitglied der American Cinema Editors.

## Filmografie (Auswahl)
- 1980: Loose Shoes (Schnitt-Assistenz)
- 1980: Popeye – Der Seemann mit dem harten Schlag (Popeye, Schnitt-Assistenz)
- 1980: The Changeling (Schnitt-Assistenz)
- 1980: The Golden Moment: An Olympic Love Story (Schnitt-Assistenz)
- 1982–1983: Fame – Der Weg zum Ruhm (Fame, Fernsehserie, sieben Episoden)
- 1983: Horror am Mill Creek (The Final Terror)
- 1985: Der Ausweg (Toughlove)
- 1985: Spiegel (Mirrors)
- 1986: Herzklopfen zu dritt (Something in Common)
- 1987: Schatten in der Dunkelheit (Echoes in the Darkness)
- 1989: Tote haben keinen Namen (Home Fires Burning)
- 1990: Leben um jeden Preis (When You Remember Me)
- 1991: Aus der Tiefe des Vergessens (Finding the Way Home)
- 1992: Die Jacksons – Ein amerikanischer Traum (The Jacksons: An American Dream)
- 1992: Grenzenlose Leidenschaft (Stay the Night)
- 1993: Die Macht der Liebe (Torch Song)
- 1993: Ruby Cairo
- 1994: Flammen des Widerstandes (The Burning Season)
- 1996: DNA – Die Insel des Dr. Moreau (The Island of Dr. Moreau)
- 1997: Die Bibel – David (David)
- 1998: Blade
- 1999: Insider (The Insider)
- 2000: The Cell
- 2002: S1m0ne
- 2002: xXx – Triple X (xXx)
- 2003: Die Liga der außergewöhnlichen Gentlemen (The League of Extraordinary Gentlemen)
- 2003: Peter Pan
- 2004: Collateral
- 2005: Die Insel (The Island)
- 2006: Miami Vice
- 2007: Transformers
- 2008: Hancock
- 2009: Public Enemies
- 2009: Transformers – Die Rache (Transformers: Revenge of the Fallen)
- 2011: Thor
- 2012: Battleship
- 2014: Need for Speed
- 2014: Transformers: Ära des Untergangs (Transformers: Age of Extinction)
- 2014: Seventh Son
- 2016: Die 5. Welle (The 5th Wave)
- 2017: Fast & Furious 8 (The Fate of the Furious)
- 2018: Bumblebee

## Auszeichnungen
Oscar
- 2000: Bester Schnitt – Insider (nominiert)
- 2005: Bester Schnitt – Collateral (nominiert)

BAFTA Award
- 2005: Bester Schnitt – Collateral (nominiert)